# Список прем'єр-міністрів Японії

Емблема Прем'єр-міністра Японії — золота павловнія на синьому тлі.

Штандарт Прем'єр-міністра Японії.

Список Прем'єр-міністрів Японії (яп. 内閣総理大臣の一覧, ないかくそうりだいじん の いちらん) — список Прем'єр-міністрів Японії, голів виконавчої влади Японської імперії та держави Японія.

## Опис
Нижче представлений список Прем'єр-міністрів Японії з моменту створення цієї посади в 1885 році й дотепер. Вказані також виконувачі обов'язків прем'єр-міністра.
Перша цифра позначає порядковий номер Кабінету, а друга — порядковий номер Прем'єр-міністра.
Кольори рядків відповідають політичним партіям, що висунули його кандидатуру.

## Період Мейдзі(1868—1912)
| К                                              | П | Портрет | Ім'я                        | Термін                                                     | Дні   | Походження          | Резюме | Партія                                      |
| ---------------------------------------------- | - | ------- | --------------------------- | ---------------------------------------------------------- | ----- | ------------------- | --- | ------------------------------------------- |
| 1                                              | 1 |         | Іто Хіробумі 伊藤博文       | 1-й Кабінет Іто 22 грудня 1885 — 30 квітня 1888            | 861   | Тьосю-хан Ямаґуті   | Школа Сьокасон, Генерал-губернатор Кореї, Голова Таємної Ради, Ґенро                                         | Фракція Тьосю                               |
| 2                                              | 2 |         | Курода Кійотака 黒田清隆    | Кабінет Куроди 30 квітня 1888 — 25 жовтня 1889             | 544   | Сацума-хан Каґосіма | Генерал-лейтенант ІАЯ, Міністр сільського господарства та комерції, Ґенро                                    | Фракція Сацума                              |
| -                                              | - |         | Сандзьо Санетомі 三條實美   | Тимчасовий Кабінет Сандзьо 25 жовтня 1889 — 24 грудня 1889 | 60    | Кіото               | Міністр великої політики, Внутрішній міністр                                                                 |                                             |
| Прийнята Конституція Великої Японської імперії |   |         |                             |                                                            |       |                     | |                                             |
| 3                                              | 3 |         | Ямаґата Арітомо 山縣有朋    | 1-й Кабінет Ямаґати 24 грудня 1889 — 6 травня 1891         | 499   | Тьосю-хан Ямаґуті   | Школа Сьокасон, Генерал ІАЯ, Військовий міністр, Внутрішній міністр, Ґенро                                   | Фракція Тьосю                               |
| 4                                              | 4 |         | Мацуката Масайосі 松方正義  | 1-й Кабінет Мацукати 6 травня 1891 — 8 серпня 1892         | 461   | Сацума-хан Каґосіма | Внутрішній міністр, Міністр фінансів, Ґенро                                                                  | Фракція Сацума                              |
| 5                                              |   |         | Іто Хіробумі 伊藤博文       | 2-й Кабінет Іто 8 серпня 1892 — 31 серпня 1896             | 1485  | Тьосю-хан Ямаґуті   | Школа Сьокасон, Генерал-губернатор Кореї, Голова Таємної Ради, Ґенро                                         | Фракція Тьосю                               |
| -                                              | - |         | Курода Кійотака 黒田清隆    | Тимчасовий Кабінет Куроди 31 серпня 1896 — 18 вересня 1896 | 18    | Сацума-хан Каґосіма | Генерал-лейтенант ІАЯ, Міністр сільського господарства та комерції, Ґенро                                    | Фракція Сацуми                              |
| 6                                              |   |         | Мацуката Масайосі 松方正義  | 2-й Кабінет Мацукати 18 вересня 1896 — 12 січня 1898       | 482   | Сацума-хан Каґосіма | Внутрішній міністр, Міністр фінансів, Ґенро                                                                  | Фракція Сацума                              |
| 7                                              |   |         | Іто Хіробумі 伊藤博文       | 3-й Кабінет Іто 12 січня 1898 — 30 червня 1898             | 170   | Тьосю-хан Ямаґуті   | Школа Сьокасон, Генерал-губернатор Кореї, Голова Таємної Ради, Ґенро                                         | Фракція Тьосю                               |
| 8                                              | 5 |         | Окума Сіґенобу 大隈重信     | 1-й Кабінет Окуми 30 червня 1898 — 8 листопада 1898        | 132   | Саґа-хан Саґа       | Школа західних наук Саґа-хану, Міністр фінансів, Міністр сільського господарства                             | Фракція Хідзен, Конституційна партія        |
| 9                                              |   |         | Ямаґата Арітомо 山縣有朋    | 2-й Кабінет Ямаґати 8 листопада 1898 — 19 жовтня 1900      | 711   | Тьосю-хан Ямаґуті   | Школа Сьокасон, Генерал ІАЯ, Військовий міністр, Міністр внутрішніх справ, Ґенро                             | Фракція Тьосю                               |
| 10                                             |   |         | Іто Хіробумі 伊藤博文       | 4-й Кабінет Іто 19 жовтня 1900 — 10 травня 1901            | 204   | Тьосю-хан Ямаґуті   | Школа Сьокасон, Генерал-губернатор Кореї, Голова Таємної Ради, Ґенро                                         | Товариство друзів конституційного правління |
| -                                              | - |         | Сайондзі Кіммоті 西園寺公望 | Тимчасовий Кабінет Сайондзі 10 травня 1901 — 2 червня 1901 | 22    | Кіото               | Сорбонський університет, Юридична школа Мейдзі, Посол на Паризькій мирній конференції, Міністр освіти, Ґенро | Товариство друзів конституційного правління |
| 11                                             | 6 |         | Кацура Таро 桂太郎          | 1-й Кабінет Кацури 2 червня 1901 — 7 січня 1906            | 1,681 | Тьосю-хан Ямаґуті   | Генерал ІАЯ, Генерал-губернатор Тайваню Внутрішній міністр, Ґенро                                            | Фракція Тьосю                               |
| 12                                             | 7 |         | Сайондзі Кіммоті 西園寺公望 | 1-й Кабінет Сайондзі 7 січня 1906 — 14 липня 1908          | 920   | Кіото               | Сорбонський університет, Юридична школа Мейдзі, Посол на Паризькій мирній конференції, Міністр освіти, Ґенро | Товариство друзів конституційного правління |
| 13                                             |   |         | Кацура Таро 桂太郎          | 2-й Кабінет Кацури 14 липня 1908 — 30 серпня 1911          | 1,143 | Тьосю-хан Ямаґуті   | Генерал ІАЯ, Генерал-губернатор Тайваню Внутрішній міністр, Ґенро                                            | Фракція Тьосю                               |
| 14                                             |   |         | Сайондзі Кіммоті 西園寺公望 | 2-й Кабінет Сайондзі 30 серпня 1911 — 21 грудня 1912       | 480   | Кіото               | Сорбонський університет, Юридична школа Мейдзі, Посол на Паризькій мирній конференції, Міністр освіти, Ґенро | Товариство друзів конституційного правління |

## Період Тайсьо(1912—1926)
| К  | П  | Портрет                                        | Ім'я                         | Термін                                                         | Дні   | Походження          | Резюме | Партія                                   |
| -- | -- | ---------------------------------------------- | ---------------------------- | -------------------------------------------------------------- | ----- | ------------------- | --- | ---------------------------------------- |
| 15 |    |                                                | Кацура Таро 桂太郎           | 3-й Кабінет Кацури 21 грудня 1912 — 20 лютого 1913             | 62    | Тьосю-хан Ямаґуті   | Генерал ІАЯ, Генерал-губернатор Тайваню Внутрішній міністр, Ґенро                                                                                            | Фракція Тьосю                            |
| 16 | 8  |                                                | Ямамото Ґонбей 山本權兵衞    | 1-й Кабінет Ямамото 20 лютого 1913 — 16 квітня 1914            | 421   | Сацума-хан Каґосіма | Імператорська Японська морська академія, Адмірал, Міністр флоту, Ґенро                                                                                       | Ріккен Сейюкай                           |
| 17 |    |                                                | Окума Сіґенобу 大隈重信      | 2-й Кабінет Окуми 16 квітня 1914 — 9 жовтня 1916               | 908   | Саґа-хан Саґа       | Школа західних наук Саґа-хану, Міністр фінансів, Міністр сільського господарства                                                                             | Ріккен Досікай                           |
| 18 | 9  |                                                | Терауті Масатаке 寺内正毅    | Кабінет Терауті 9 жовтня 1916 — 29 вересня 1918                | 721   | Ямаґуті             | Генерал ІАЯ, Маршал, Генерал-губернатор Кореї, Військовий міністр, Міністр фінансів, Міністр іноземних справ                                                 |                                          |
| 19 | 10 |                                                | Хара Такасі 原敬             | Кабінет Хари 29 вересня 1918 — 4 листопада 1921                | 1,133 | Івате               | Міністр закордонних справ, Міністр внутрішніх справ та комунікацій                                                                                           | Ріккен Сейюкай                           |
| -  | -  |                                                | Утіда Косаї 内田 康哉        | Тимчасовий Кабінет Утіди 4 листопада, 1921 — 13 листопада 1921 | 9     | Кумамото            | Університет Досіса, Токійський університет, Міністр закордонних справ                                                                                        |                                          |
| 20 | 11 |                                                | Такахасі Корекійо 高橋是清   | Кабінет Такахасі 13 листопада 1921 — 12 червня 1922            | 212   | Токіо               | Вища школа Кейсей, Віце-президент Банку Японії, Міністр фінансів                                                                                             | Ріккен Сейюкай                           |
| 21 | 12 |                                                | Като Томосабуро 加藤友三郎   | Кабінет Като 12 червня 1922 — 24 серпня 1923                   | 440   | Хіросіма            | Імперська Японська академія флоту, Адмірал, Віце-міністр флоту, Верховний Головнокомандувач Флоту Японії, Міністр флоту, Посол на Вашингтонській конференції | Національний союз                        |
| -  | -  |                                                | Утіда Косаї 内田 康哉        | Тимчасовий Кабінет Утіди 24 серпня, 1923 — 2 вересня 1923      | 9     | Кумамото            | Університет Досіса, Токійський університет, Міністр закордонних справ                                                                                        |                                          |
| 22 |    |                                                | Ямамото Ґонбей 山本權兵衞    | 2-й Кабінет Ямамото 2 вересня 1923 — 7 січня 1924              | 128   | Каґосіма            | Імператорська Японська морська академія, Адмірал, Міністр флоту, Ґенро                                                                                       | Національний союз                        |
| 23 | 13 |                                                | Кійора Кейґо 清浦奎吾        | Кабінет Кійори 7 січня 1924 — 11 червня 1924                   | 157   | Кумамото            | Віце-міністр юстиції, Міністр юстиції, Голова Таємної Ради                                                                                                   |                                          |
| 24 | 14 |                                                | Като Такаакі 加藤高明        | Кабінет Като 11 червня 1924 — 2 серпня 1925                    | 597   | Айті                | Юридичний факультет Токійського університету (спеціалізація — англійське звичаєве право), Міністр закордонних справ                                          | Кенсейто, Ріккен Сейюкай та Клуб Какусін |
| 24 | 14 | 2-й Кабінет Като 2 серпня 1925 — 28 січня 1926 | Като Такаакі 加藤高明        | Кенсейто                                                       | 597   | Айті                | Юридичний факультет Токійського університету (спеціалізація — англійське звичаєве право), Міністр закордонних справ                                          |                                          |
| -  | -  |                                                | Вакацукі Рейдзіро 若槻禮次郎 | Тимчасовий Кабінет Вакацукі 28 грудня, 1926 — 30 грудня 1926   | 2     | Сімане              | Юридичний факультет Токійського університету,Міністр фінансів, Міністр правосуддя, Внутрішній міністр                                                        |                                          |

## Період Сьова(1926—1989)
| К                           | П                                                  | Портрет                                                 | Ім'я                                     | Термін                                                      | Дні   | Походження | Резюме | Партія                      |
| --------------------------- | -------------------------------------------------- | ------------------------------------------------------- | ---------------------------------------- | ----------------------------------------------------------- | ----- | ---------- | --- | --------------------------- |
| 25                          | 15                                                 |                                                         | Вакацукі Рейдзіро 若槻禮次郎             | 1-й Кабінет Вакацукі 30 січня 1926 — 20 квітня 1927         | 446   | Сімане     | Юридичний факультет Токійського університету,Міністр фінансів, Міністр правосуддя, Внутрішній міністр                                                                             | Кенсейто                    |
| 26                          | 16                                                 |                                                         | Танака Ґійті 田中義一                    | Кабінет Танаки 20 квітня 1927 — 2 липня 1929                | 805   | Ямаґуті    | Імперська Японська армійська академія, Військовий коледж, Генерал ІАЯ, Військовий міністр                                                                                         | Ріккен Сейюкай              |
| 27                          | 17                                                 |                                                         | Хамаґуті Осаті 濱口雄幸                  | Кабінет Хамаґуті 2 липня 1929 — 14 квітня 1931              | 652   | Коті       | Юридичний факультет Токійського університету, Міністр фінансів | Ріккен Мінсейто             |
| 28                          |                                                    |                                                         | Вакацукі Рейдзіро 若槻禮次郎             | 2-й Кабінет Вакацукі 14 квітня 1931 — 13 грудня 1931        | 244   | Сімане     | Юридичний факультет Токійського університету,Міністр фінансів, Міністр правосуддя, Внутрішній міністр                                                                             | Ріккен Мінсейто             |
| 29                          | 18                                                 |                                                         | Інукай Цуйосі 犬養毅                     | Кабінет Інукая 13 грудня 1931 — 16 травня 1932              | 156   | Окаяма     | Університет Кейо, Міністр освіти, Міністр почти та комунікацій | Ріккен Сейюкай              |
| -                           | -                                                  |                                                         | Такахасі Корекійо 高橋是清               | Тимчасовий Кабінет Такахасі 16 травня 1932 — 26 травня 1932 | 10    | Токіо      | Вища школа Кейсей, Віце-президент Банку Японії, Міністр фінансів |                             |
| 30                          | 19                                                 |                                                         | Сайто Макото 齋藤實                      | Кабінет Сайто 26 травня 1932 — 8 липня 1934                 | 774   | Івате      | Імператорська Японська морська академія, Адмірал Імперського флоту Японії, Генерал-губернатор Кореї, Міністр флоту, Посол на Женевській морській конференції, Голова Таємної Ради | Національний союз           |
| 31                          | 20                                                 |                                                         | Окада Кейсуке 岡田啓介                   | Кабінет Окади 8 липня 1934 — 9 березня 1936                 | 611   | Фукуй      | Імператорська Японська морська академія, Адмірал Імперського флоту Японії, Головнокомандувач Флоту Японської Імперії, Міністр флоту, Посол на Лондонській морській конференції    | Національний союз           |
| 32                          | 21                                                 |                                                         | Хірота Кокі 廣田弘毅                     | Кабінет Хіроти 9 березня 1936 — 2 лютого 1937               | 331   | Фукуока    | Юридичний факультет Токійського Імператорського Університету, Міністр іноземних справ                                                                                             | Національний союз           |
| 33                          | 22                                                 |                                                         | Хаясі Сендзіро 林銑十郎                  | Кабінет Хаясі 2 лютого 1937 — 4 червня 1937                 | 123   | Ісікава    | Військова академія Імперської армії Японії, Військовий міністр | Національний союз           |
| 34                          | 23                                                 |                                                         | Коное Фумімаро 近衞文麿                  | 1-й Кабінет Коное 4 червня 1937 — 5 січня 1939              | 581   | Токіо      | Посол на Паризькій мирній конференції 1919—1920 років | Національний союз           |
| 35                          | 24                                                 |                                                         | Хіранума Кійтіро 平沼騏一郎              | Кабінет Хірануми 5 січня 1939 — 30 серпня 1939              | 238   | Окаяма     | Токійський університет факультет англійського звичаєвого права, Міністр юстиції, голова Верховного суду Японії                                                                    | Національний союз           |
| 36                          | 25                                                 |                                                         | Абе Нобуюкі 阿部信行                     | Кабінет Абе 30 серпня 1939 — 16 січня 1940                  | 140   | Ісікава    | Військова академія Імперської армії Японії, генерал, головнокомандувач тайванською армією, Генерал-губернатор Кореї, Міністр іноземних справ                                      | Національний союз           |
| 37                          | 26                                                 |                                                         | Йонай Міцумаса 米内光政                  | Кабінет Йоная 16 січня 1940 — 22 липня 1940                 | 189   | Івате      | Японська імперська морська академія, Головнокомандувач Першого експедиційного та Комбінованого флоту, адмірал, Міністр флоту                                                      | Національний союз           |
| 38                          |                                                    |                                                         | Коное Фумімаро 近衞文麿                  | 2-й Кабінет Коное 22 липня 1940 — 18 липня 1941             | 362   | Токіо      | Посол на Паризькій мирній конференції 1919—1920 років | Тайсей Йокусанкай           |
| 39                          | 3-й Кабінет Коное 18 липня 1941 — 18 жовтня 1941   | 93                                                      | Коное Фумімаро 近衞文麿                  |                                                             |       | Токіо      | Посол на Паризькій мирній конференції 1919—1920 років | Тайсей Йокусанкай           |
| 40                          | 27                                                 |                                                         | Тодзьо Хідекі 東條英機                   | Кабінет Тодзьо 18 жовтня 1941 — 22 липня 1944               | 1,009 | Івате      | Військова академія Імперської армії Японії, Генерал, Військовий міністр |                             |
| 41                          | 28                                                 |                                                         | Коїсо Куніакі 小磯國昭                   | Кабінет Коїсо 22 липня 1944 — 7 квітня 1945                 | 260   | Тотіґі     | Військова академія Імперської армії Японії, Генерал армії, Генерал-губернатор Кореї                                                                                               |                             |
| 42                          | 29                                                 |                                                         | Судзукі Кантаро 鈴木貫太郎               | Кабінет Судзукі 7 квітня 1945 — 17 серпня 1945              | 133   | Тіба       | Японська імперська морська академія, адмірал Імперського флоту Японії | Національний союз           |
| 43                          | 30                                                 |                                                         | Принц Нарухіко Хіґасікуні 東久邇宮稔彦王 | Кабінет Нарухіко 17 серпня 1945 — 9 жовтня 1945             | 54    | Кіото      | Військова академія Імперської армії Японії, генерал | Національний союз           |
| 44                          | 31                                                 |                                                         | Сідехара Кідзюро 幣原喜重郎              | Кабінет Сідехари 9 жовтня 1945 — 22 травня 1946             | 226   | Осака      | Кафедра права Токійського університету, посол на Вашингтонській конференції, міністр закордонних справ                                                                            | Національний союз           |
| 45                          | 32                                                 |                                                         | Йосіда Сіґеру 吉田茂                     | 1-й Кабінет Йосіди 22 травня 1946 — 24 травня 1947          | 368   | Токіо      | Токійський університет | Ліберальна партія           |
| Прийнята Конституція Японії |                                                    |                                                         |                                          |                                                             |       |            | |                             |
| 46                          | 33                                                 |                                                         | Катаяма Тецу 片山哲                      | Кабінет Катаями 24 травня 1947 — 10 березня 1948            | 292   | Вакаяма    | Токійський університет | Соціалістична партія Японії |
| 47                          | 34                                                 |                                                         | Асіда Хітосі 片山哲                      | Кабінет Асіди 10 березня 1948 — 15 жовтня 1948              | 220   | Кіото      | Токійський університет, міністр закордонних справ | Демократична                |
| 48                          |                                                    |                                                         | Йосіда Сіґеру 吉田茂                     | 2-й Кабінет Йосіди 15 жовтня 1948 — 16 лютого 1949          | 125   | Токіо      | Токійський університет | Ліберальна                  |
| 49                          | 3-й Кабінет Йосіди 16 лютого 1949 — 30 жовтня 1952 | 1,353                                                   | Йосіда Сіґеру 吉田茂                     |                                                             |       | Токіо      | Токійський університет | Ліберальна                  |
| 50                          | 4-й Кабінет Йосіди 30 жовтня 1952 — 21 травня 1953 | 204                                                     | Йосіда Сіґеру 吉田茂                     |                                                             |       | Токіо      | Токійський університет | Ліберальна                  |
| 51                          | 5-й Кабінет Йосіди 21 травня 1953 — 10 грудня 1954 | 569                                                     | Йосіда Сіґеру 吉田茂                     |                                                             |       | Токіо      | Токійський університет | Ліберальна                  |
| 52                          | 35                                                 |                                                         | Хатояма Ітіро 鳩山一郎                   | 1-й Кабінет Хатоями 10 грудня 1954 — 19 березня 1955        | 100   | Токіо      | Токійський університет | Демократична                |
| 53                          | 35                                                 | 2-й Кабінет Хатоями 19 березня 1955 — 22 листопада 1955 | Хатояма Ітіро 鳩山一郎                   | 249                                                         |       | Токіо      | Токійський університет | Демократична                |
| 54                          | 35                                                 | 3-й Кабінет Хатоями 22 листопада 1955 — 23 грудня 1956  | Хатояма Ітіро 鳩山一郎                   | 398                                                         | ЛДП   | Токіо      | Токійський університет |                             |
| 55                          | 36                                                 |                                                         | Ісібасі Тандзан 石橋湛山                 | Кабінет Ісібасі 23 грудня 1956 — 25 лютого 1957             | 65    | Ямаґуті    | Університет Васеда, міністр фінансів, міністр промисловості | ЛДП                         |
| 56                          | 37                                                 |                                                         | Кісі Нобусуке 岸信介                     | 1-й Кабінет Кісі 25 лютого 1957 — 12 червня 1958            | 473   | Ямаґуті    | Токійський університет, міністр торгівлі та промисловості | ЛДП                         |
| 57                          | 37                                                 | 2-й Кабінет Кісі 12 червня 1958 — 19 липня 1960         | Кісі Нобусуке 岸信介                     | 769                                                         |       | Ямаґуті    | Токійський університет, міністр торгівлі та промисловості | ЛДП                         |
| 58                          | 38                                                 |                                                         | Ікеда Хаято 池田勇人                     | 1-й Кабінет Ікеди 19 липня 1960 — 8 грудня 1960             | 143   | Хіросіма   | Токійський університет, міністр міжнародної торгівлі та промисловості | ЛДП                         |
| 59                          | 38                                                 | 2-й Кабінет Ікеди 8 грудня 1960 — 9 грудня 1963         | Ікеда Хаято 池田勇人                     | 1,097                                                       |       | Хіросіма   | Токійський університет, міністр міжнародної торгівлі та промисловості | ЛДП                         |
| 60                          | 38                                                 | 2-й Кабінет Ікеди 9 грудня 1963 — 9 листопада 1964      | Ікеда Хаято 池田勇人                     | 337                                                         |       | Хіросіма   | Токійський університет, міністр міжнародної торгівлі та промисловості | ЛДП                         |
| 61                          | 39                                                 |                                                         | Сато Ейсаку 佐藤榮作                     | 1-й Кабінет Сато 9 листопада 1964 — 17 лютого 1967          | 831   | Ямаґуті    | Головний секретар кабінету міністрів, Міністр будівництва, Міністр фінансів | ЛДП                         |
| 62                          | 39                                                 | 2-й Кабінет Сато 17 лютого 1967 — 14 січня 1970         | Сато Ейсаку 佐藤榮作                     | 1,063                                                       |       | Ямаґуті    | Головний секретар кабінету міністрів, Міністр будівництва, Міністр фінансів | ЛДП                         |
| 63                          | 39                                                 | 2-й Кабінет Сато 14 січня 1970 — 7 липня 1972           | Сато Ейсаку 佐藤榮作                     | 906                                                         |       | Ямаґуті    | Головний секретар кабінету міністрів, Міністр будівництва, Міністр фінансів | ЛДП                         |
| 64                          | 40                                                 |                                                         | Танака Какуей 田中角榮                   | 1-й Кабінет Танаки 7 липня 1972 — 22 грудня 1972            | 169   | Ніїґата    | Міністр зв'язку, Міністр фінансів | ЛДП                         |
| 65                          | 40                                                 | 2-й Кабінет Танаки 22 грудня 1972 — 9 грудня 1974       | Танака Какуей 田中角榮                   | 718                                                         |       | Ніїґата    | Міністр зв'язку, Міністр фінансів | ЛДП                         |
| 66                          | 41                                                 |                                                         | Мікі Такео 三木武夫                      | Кабінет Мікі 9 грудня 1974 — 24 грудня 1976                 | 747   | Токусіма   | Університет Мейдзі, Університет Північної Каліфорнії | ЛДП                         |
| 67                          | 42                                                 |                                                         | Фукуда Такео 福田赳夫                    | Кабінет Фукуди 24 грудня 1976 — 7 грудня 1978               | 714   | Ґумма      | Міністр сільського господарства, лісового господарства та рибної ловлі, Міністр фінансів, Міністр закордонних справ                                                               | ЛДП                         |
| 68                          | 43                                                 |                                                         | Охіра Масайосі 大平正芳                  | 1-й Кабінет Охіри 7 грудня 1978 — 9 листопада 1979          | 338   | Каґава     | Університет Хітоцубасі | ЛДП                         |
| 69                          | 43                                                 | 2-й Кабінет Охіри 9 листопада 1979 — 12 червня 1980     | Охіра Масайосі 大平正芳                  | 217                                                         |       | Каґава     | Університет Хітоцубасі | ЛДП                         |
| -                           | -                                                  |                                                         | Іто Масайосі 伊東正義                    | Тимчасовий Кабінет Іто 12 червня 1980 — 17 липня 1980       | 35    | Фукусіма   | Міністр закордонних справ |                             |
| 70                          | 44                                                 |                                                         | Судзукі Дзенко 鈴木善幸                  | Кабінет Судзукі 17 липня 1980 — 27 листопада 1982           | 864   | Івате      | Токійський університет морської науки та техніки, | ЛДП                         |
| 71                          | 45                                                 |                                                         | Накасоне Ясухіро 中曾根康弘              | 1-й Кабінет Накасоне 27 листопада 1982 — 27 грудня 1983     | 396   | Ґумма      | Міністр науки, Міністр транспорту, Міністр промисловості та зовнішньої торговлі, Міністр-адміністратор                                                                            | ЛДП                         |
| 72                          | 45                                                 | 2-й Кабінет Накасоне 27 грудня 1983 — 22 липня 1986     | Накасоне Ясухіро 中曾根康弘              | 939                                                         |       | Ґумма      | Міністр науки, Міністр транспорту, Міністр промисловості та зовнішньої торговлі, Міністр-адміністратор                                                                            | ЛДП                         |
| 73                          | 45                                                 | 3-й Кабінет Накасоне 22 липня 1986 — 6 листопада 1987   | Накасоне Ясухіро 中曾根康弘              | 473                                                         |       | Ґумма      | Міністр науки, Міністр транспорту, Міністр промисловості та зовнішньої торговлі, Міністр-адміністратор                                                                            | ЛДП                         |
| 74                          | 46                                                 |                                                         | Такесіта Нобору 竹下登                   | Кабінет Такесіти 6 листопада 1987 — 3 червня 1989           | 576   | Сімане     | Школа комерції Університету Васеда, Головний секретар кабінету міністрів, Міністр будівництва, Міністр фінансів                                                                   | ЛДП                         |

## Період Хейсей(1989—2019)
| К  | П  | Портрет                                                  | Ім'я                          | Термін                                                  | Дні | Походження | Резюме | Партія                      |
| -- | -- | -------------------------------------------------------- | ----------------------------- | ------------------------------------------------------- | --- | ---------- | --- | --------------------------- |
| 75 | 47 |                                                          | Уно Сосуке 宇野宗佑           | Кабінет Уно 3 червня 1989 — 28 лютого 1990              | 69  | Сіґа       | Комерційний інститут міста, Міністр зовнішньої торгівлі та промисловості, Міністр закордонних справ                                                                 | ЛДП                         |
| 76 | 48 |                                                          | Кайфу Тосікі 海部俊樹         | 1-й Кабінет Кайфу 10 серпня 1989 — 28 лютого 1990       | 203 | Айті       | Юридична школа Університету Васеда Міністр освіти | ЛДП                         |
| 77 | 48 | 2-й Кабінет Кайфу 28 лютого 1990 — 5 листопада 1991      | Кайфу Тосікі 海部俊樹         | 616                                                     |     | Айті       | Юридична школа Університету Васеда Міністр освіти | ЛДП                         |
| 78 | 49 |                                                          | Міядзава Кійті 宮澤喜一       | Кабінет Міядзави 5 листопада 1991 — 9 серпня 1993       | 644 | Хіросіма   | Токійський університет Міністр промисловості та зовнішньої торгівлі Головний секретар кабінету міністрів Міністр іноземних справ Міністр фінансів                   | ЛДП                         |
| 79 | 50 |                                                          | Хосокава Моріхіро 細川護熙    | Кабінет Хосокави 9 серпня 1993 — 28 квітня 1994         | 263 | Кумамото   | Юридичний факультет Університету Софія | Нова Японія                 |
| 80 | 51 |                                                          | Хата Цутому 羽田孜            | Кабінет Хати 28 квітня 1994 — 30 червня 1994            | 64  | Токіо      | Факультет економіки Університету Сейдзо Міністр закордонних справ                                                                                                   | Партія оновлення            |
| 81 | 52 |                                                          | Мураяма Томійті 村山富市      | Кабінет Мураями 30 червня 1994 — 11 січня 1996          | 561 | Ойта       | Політекономічний факультет Університету Мейдай | Соціалістична партія Японії |
| 82 | 53 |                                                          | Хасімото Рютаро 橋本龍太郎    | 1-й Кабінет Хасімото 11 січня 1996 — 7 листопада 1996   | 302 | Окаяма     | Факультет юриспруденції та політики Університету Кейо Міністр охорони здоров'я Міністр промисловості та зовнішньої торгівлі                                         | ЛДП                         |
| 83 | 53 | 2-й Кабінет Хасімото 7 листопада 1996 — 30 липня 1998    | Хасімото Рютаро 橋本龍太郎    | 631                                                     |     | Окаяма     | Факультет юриспруденції та політики Університету Кейо Міністр охорони здоров'я Міністр промисловості та зовнішньої торгівлі                                         | ЛДП                         |
| 84 | 54 |                                                          | Обуті Кейдзо 小渕恵三         | Кабінет Обуті 30 липня 1998 — 5 квітня 2000             | 616 | Ґумма      | Факультет англійської мови та літератури Університету Васеда, школа політичної науки Університету Васеда Міністр закордонних справ                                  | ЛДП                         |
| 85 | 55 |                                                          | Морі Йосіро 森喜朗            | 1-й Кабінет Морі 5 квітня 2000 — 4 липня 2000           | 91  | Ісікава    | Торговельний факультет Університету Васеда, Газета «Fuji Sankei Business» Міністр охорони здоров'я Міністр будівництва Міністр промисловості та зовнішньої торгівлі | ЛДП                         |
| 86 | 55 | 2-й Кабінет Морі 4 липня 2000 — 26 квітня 2001           | Морі Йосіро 森喜朗            | 387                                                     |     | Ісікава    | Торговельний факультет Університету Васеда, Газета «Fuji Sankei Business» Міністр охорони здоров'я Міністр будівництва Міністр промисловості та зовнішньої торгівлі | ЛДП                         |
| 87 | 56 |                                                          | Коїдзумі Дзюнітіро 小泉純一郎 | 1-й Кабінет Коїдзумі 26 квітня 2001 — 19 листопада 2003 | 938 | Канаґава   | Економічний факультет Університету Кей'о, Секретар депутата Міністр охорони здоров'я Міністр зв'язку                                                                | ЛДП                         |
| 88 | 56 | 2-й Кабінет Коїдзумі 19 листопада 2003 — 21 вересня 2005 | Коїдзумі Дзюнітіро 小泉純一郎 | 673                                                     |     | Канаґава   | Економічний факультет Університету Кей'о, Секретар депутата Міністр охорони здоров'я Міністр зв'язку                                                                | ЛДП                         |
| 89 | 56 | 3-й Кабінет Коїдзумі 21 вересня 2005 — 26 вересня 2006   | Коїдзумі Дзюнітіро 小泉純一郎 | 371                                                     |     | Канаґава   | Економічний факультет Університету Кей'о, Секретар депутата Міністр охорони здоров'я Міністр зв'язку                                                                | ЛДП                         |
| 90 | 57 |                                                          | Абе Сіндзо 安倍晋三           | 1-й Кабінет Абе 26 вересня 2006 — 26 вересня 2007       | 366 | Ямаґуті    | Юридичний факультет Університету Сейкей, Компанія «Maruzen Petrochemical» Головний секретар кабінету міністрів                                                      | ЛДП                         |
| 91 | 58 |                                                          | Фукуда Ясуо 福田康夫          | Кабінет Фукуди 26 вересня 2007 — 24 вересня 2008        | 365 | Ґумма      | Економічний факультет Університету Васеда, Компанія «Kobe Steel» Головний секретар кабінету міністрів                                                               | ЛДП                         |
| 92 | 59 |                                                          | Асо Таро 麻生太郎             | Кабінет Асо 24 вересня 2008 — 16 вересня 2009           | 358 | Фукуока    | Університет Ґакусюін, Міністр внутрішніх справ і комунікацій, Міністр закордонних справ Японії                                                                      | ЛДП                         |
| 93 | 60 |                                                          | Хатояма Юкіо 鳩山由紀夫       | Кабінет Хатоями 16 вересня 2009 — 2 червня 2010         | 260 | Токіо      | Токійський університет, аспірантура Стенфордського університету, Університет Сенсю                                                                                  | Демократична партія         |
| 94 | 61 |                                                          | Кан Наото 菅 直人             | Кабінет Кана 2 червня 2010 — 30 серпня 2011             | 454 | Ямаґуті    | Токійський технологічний інститут, Міністр охорони здоров'я та добробуту, Міністр фінансів                                                                          | Демократична партія         |
| 95 | 62 |                                                          | Нода Йосіхіко 野田佳彦        | Кабінет Ноди 30 серпня 2011 — 26 грудня 2012            | 482 | Тіба       | Університет Васеда, Міністр фінансів, Колишній прем'єр-міністр | Демократична партія         |
| 96 | 63 |                                                          | Абе Сіндзо 安倍晋三           | 2-й Кабінет Абе 26 грудня 2012 — 24 грудня 2014         | 729 | Ямаґуті    | Юридичний факультет Університету Сейкей, Компанія «Maruzen Petrochemical» Головний секретар кабінету міністрів                                                      | ЛДП                         |
| 97 | 63 | 3-й Кабінет Абе 24 грудня 2014 — 1 листопада 2017        | Абе Сіндзо 安倍晋三           | 1044                                                    |     | Ямаґуті    | Юридичний факультет Університету Сейкей, Компанія «Maruzen Petrochemical» Головний секретар кабінету міністрів                                                      | ЛДП                         |
| 98 | 63 | 4-й Кабінет Абе 1 листопада 2017 — 16 вересня 2020       | Абе Сіндзо 安倍晋三           | 1051                                                    |     | Ямаґуті    | Юридичний факультет Університету Сейкей, Компанія «Maruzen Petrochemical» Головний секретар кабінету міністрів                                                      | ЛДП                         |

## Період Рейва(з2019)
| К   | П  | Портрет                                              | Ім'я                   | Термін                                                    | Дні | Походження | Резюме | Партія |
| --- | -- | ---------------------------------------------------- | ---------------------- | --------------------------------------------------------- | --- | ---------- | --- | ------ |
| 99  | 64 |                                                      | Йосіхіде Суґа 菅 義偉  | Кабінет Суґи 16 вересня 2020 — 4 жовтня 2021              | 384 | Канаґава   | Юридичний факультет Університету Хосей, Міністр внутрішніх справ та комунікацій, головний секретар Кабінету Міністрів | ЛДП    |
| 100 | 64 |                                                      | Кісіда Фуміо 岸田 文雄 | 1-й Кабінет Кісіди 4 жовтня 2021 — 10 листопада 2021 року | 38  | Токіо      | Юридичний факультет Університету Васеда, Міністр закордонних справ, в.о. міністра оборони                             | ЛДП    |
| 101 | 64 | 2-й Кабінет Кісіди 10 листопада 2021 — 1 жовтня 2024 | Кісіда Фуміо 岸田 文雄 | 1057                                                      |     | Токіо      | Юридичний факультет Університету Васеда, Міністр закордонних справ, в.о. міністра оборони                             | ЛДП    |
| 102 | 65 |                                                      | Ісіба Сіґеру 岸田 文雄 | 1-й Кабінет Ісіби 1 жовтня 2024 — 11 листопада 2024 року  | 42  | Токіо      | Юридичний факультет Університету Кейо, Міністр сільського, лісового й водного господарств, Міністр оборони            | ЛДП    |
| 103 | 65 | 2-й Кабінет Ісіби 11 листопада 2024 —                | Ісіба Сіґеру 岸田 文雄 | 279                                                       |     | Токіо      | Юридичний факультет Університету Кейо, Міністр сільського, лісового й водного господарств, Міністр оборони            | ЛДП    |